# 완비 국소환
가환대수학에서 완비 국소환(完備局所環, 영어: complete local ring)은 극대 아이디얼에서 스스로의 완비화와 같은 국소 가환환이다.

## 정의
국소 가환환 {\displaystyle (R,{\mathfrak {m}},\kappa )}이 주어졌다고 하자. 이 경우 극대 아이디얼 {\displaystyle {\mathfrak {m}}}의 거듭제곱에 대한 몫환
{\displaystyle \dotsb \to R/{\mathfrak {m}}^{3}\to R/{\mathfrak {m}}^{2}\to R/{\mathfrak {m}}=\kappa }
을 취할 수 있으며, 이에 대한 완비화
{\displaystyle {\hat {R}}=\varprojlim _{n\to \infty }{\frac {R}{{\mathfrak {m}}^{n}}}}
를 취할 수 있으며, 환 준동형
{\displaystyle \phi _{n}\colon R\to R/{\mathfrak {m}}^{n}}
으로부터 표준적인 환 준동형
{\displaystyle \phi _{\infty }\colon R\to {\hat {R}}}
이 존재한다. 만약 이 준동형이 전단사 함수라면(즉, 환의 동형 사상이라면), {\displaystyle R}를 완비 국소환이라고 한다. 이는 위상환을 이룬다.
보다 구체적으로, 다음 두 조건이 성립해야 한다.
- (하우스도르프 조건) {\displaystyle \textstyle \bigcap _{n=0}^{\infty }{\mathfrak {m}}^{n}=0}
- (완비성) 임의의 원소열 {\displaystyle r_{0},r_{1},r_{2},\dotsc \in R}에 대하여, 만약 {\displaystyle r_{i}-r_{i-1}\in {\mathfrak {m}}^{i}}라면, 충분히 큰 {\displaystyle i}에 대하여 {\displaystyle r=r_{i}=r_{i+1}=r_{i+2}=\dotsb }가 되는 {\displaystyle r\in R}가 존재한다.

## 성질

### 함의 관계
모든 완비 국소환은 헨젤 환이다.
모든 아르틴 국소 가환환은 (자명하게) 뇌터 완비 국소 가환환이다. 이 경우 충분히 큰 {\displaystyle n}에 대하여 {\displaystyle {\mathfrak {m}}^{n}=0}이다.
모든 뇌터 완비 가환환은 탁월한 가환환이다.

### 매틀리스 쌍대성
{\displaystyle (R,{\mathfrak {m}},\kappa )}가 뇌터 완비 국소환이며, {\displaystyle E}가 {\displaystyle \kappa }의 단사 껍질이라고 하자. 그렇다면, {\displaystyle R} 위의 뇌터 가군의 범주 {\displaystyle \operatorname {NoetMod} _{R}}의 반대 범주와 아르틴 가군의 범주 {\displaystyle \operatorname {ArtMod} _{R}} 사이에 다음과 같은 범주의 동치가 존재한다.
{\displaystyle D\colon \operatorname {NoetMod} _{R}^{\operatorname {op} }\to \operatorname {ArtMod} _{R}}
{\displaystyle D\colon M\mapsto \hom _{R}(M,E)}
{\displaystyle D^{-1}\colon M\mapsto \hom _{R}(M,E)}
이를 매틀리스 쌍대성(영어: Matlis duality)이라고 한다.
특히, 뇌터 가군이자 아르틴 가군인 가군(즉, 길이가 유한한 가군)의 범주는 스스로의 반대 범주와 동치이다.

### 국소화 함자
임의의 국소 가환환 {\displaystyle (R,{\mathfrak {m}},\kappa )}에 대하여, 완비화를 통해 완비 국소환
{\displaystyle {\hat {R}}=\varprojlim _{n\to \infty }{\frac {R}{{\mathfrak {m}}^{n}}}}
을 정의할 수 있다. 이는 국소환과 국소 준동형의 범주에서 완비 국소환과 국소 준동형의 범주로 가는 함자
{\displaystyle {\hat {}}\colon \operatorname {LocCRing} \to \operatorname {compLocCRing} }
를 정의한다.
이 함자 아래, {\displaystyle {\hat {R}}}의 극대 아이디얼은
{\displaystyle {\hat {\mathfrak {m}}}=\{(r_{1}+{\mathfrak {m}},r_{2}+{\mathfrak {m}}^{2},\dotsc )\in {\hat {R}}\colon r_{1}+{\mathfrak {m}}={\mathfrak {m}}\}}
이다. 그 잉여류체는 원래 국소환의 잉여류체와 표준적으로 같다.
{\displaystyle R/{\mathfrak {m}}\cong {\hat {R}}/{\hat {\mathfrak {m}}}}
이 함자 아래, 다음 두 조건이 서로 동치이다.
- {\displaystyle R}가 뇌터 국소 가환환이다.
- {\displaystyle {\hat {R}}}가 뇌터 완비 국소환이다.

## 분류
코언 구조 정리(영어: Cohen structure theorem)에 따르면, 모든 뇌터 완비 국소환은 어떤 완비 정칙 국소환의 몫환으로 표현될 수 있다.
모든 완비 정칙 국소환은 완전히 분류되었다. 구체적으로, 완비 정칙 국소환의 목록은 다음과 같다.
- 어떤 자연수 {\displaystyle n\in \mathbb {N} } 및 체 {\displaystyle K}에 대하여, 형식적 멱급수환 {\displaystyle K[\![x_{1},x_{2},\dotsc ,x_{n}]\!]}
  - 이 경우, 크룰 차원은 {\displaystyle n}이다.
- 어떤 자연수 {\displaystyle n\in \mathbb {N} } 및 {\displaystyle p}-코언 환 {\displaystyle K}에 대하여, 형식적 멱급수환 {\displaystyle K[\![x_{1},x_{2},\dotsc ,x_{n}]\!]}
  - 이 경우, 크룰 차원은 {\displaystyle n+1}이다.
- 어떤 자연수 {\displaystyle n\in \mathbb {N} } 및 {\displaystyle p}-코언 환 {\displaystyle K}에 대하여, 형식적 멱급수환의 몫 {\displaystyle K[\![x_{1},x_{2},\dotsc ,x_{n}]\!]/(p-x)}. 여기서 {\displaystyle x\in {\mathfrak {m}}^{2}\setminus (p)}이며, {\displaystyle {\mathfrak {m}}=(p,x_{1},x_{2},\dotsc ,x_{n})}은 {\displaystyle K[\![x_{1},\dotsc ,x_{n}]\!]}의 유일한 극대 아이디얼이다.
  - 이 경우, 크룰 차원은 {\displaystyle n}이다.

여기서, 소수 {\displaystyle p}에 대하여, {\displaystyle p}-코언 환(영어: Cohen ring)은 완비 이산 값매김환 {\displaystyle (D,{\mathfrak {m}},\kappa )} 가운데, {\displaystyle \operatorname {char} D=0}이며 {\displaystyle \operatorname {char} \kappa =p}이며 {\displaystyle {\mathfrak {m}}=(p)}인 것이다. 예를 들어, {\displaystyle p}진 정수환 {\displaystyle \mathbb {Z} _{p}}는 코언 환이다.

## 예
체 {\displaystyle K}에 대하여 형식적 멱급수환
{\displaystyle K[\![x]\!]}
은 완비 국소환이다. 또한, 소수 {\displaystyle p}에 대하여 {\displaystyle p}진 정수환 {\displaystyle \mathbb {Z} _{p}}는 완비 국소환이다.

### 완비 국소환이 아닌 환
{\displaystyle p}진수체 {\displaystyle \mathbb {Q} _{p}}의 대수적 폐포의 완비화 {\displaystyle \mathbb {C} _{p}}를 생각하자. 이 역시 대수적으로 닫힌 체이다. 이에 대응하는 값매김환(즉, {\displaystyle \mathbb {C} _{p}}에서 {\displaystyle p}진 값매김이 음이 아닌 정수인 원소로 구성된 부분환)의 극대 아이디얼 {\displaystyle {\mathfrak {m}}}은
{\displaystyle 0\neq {\mathfrak {m}}={\mathfrak {m}}^{2}={\mathfrak {m}}^{3}=\dotsb }
을 만족시킨다. 따라서 이는 하우스도르프 조건을 만족시키지 못해 완비 가환환을 이루지 못한다.

## 역사
코언 구조 정리는 1946년에 어빈 솔 코언이 증명하였다.